# در آمریکا (رمان)
در آمریکا (انگلیسی: In America) رمانی از سوزان سانتاگ است که در سال ۱۹۹۹ منتشر شد. این رمان برنده جایزه ملی کتاب برای داستان شد. رمان بر اساس زندگی واقعی هنرپیشه لهستانی هلنا مودسکا و ماجرای رفتنش به کالیفرنیا در سال ۱۸۷۶، نوشته شده است.